# Arhidam II.
Arhidam II. (grč: Ἀρχίδαμος Β΄; 469. pr. Kr. — oko 427. pr. Kr.) nastojao je spriječiti Peloponeski rat. Kad je rat izbio, tri puta je upadao u Atiku, (431., 430. i 428.), ne nailazeći na otpor, a 429. vodio je operacije protiv Plateje. 
| Prethodnik:                           | Spartanski kralj Europontidi 930. pr. Kr.. - 221. pr. Kr. | Nasljednik:                          |
| Leotihida 491. pr. Kr. - 469. pr. Kr. | Spartanski kralj Europontidi 930. pr. Kr.. - 221. pr. Kr. | Agis II. 427. pr. Kr. - 401. pr. Kr. |